# 古川昌彦
古川 昌彦（ふるかわ まさひこ、1927年9月12日 - 2019年11月23日）は、日本の実業家。三菱化成代表取締役社長や、三菱化学代表取締役会長、経団連副会長、化学工学会会長、石油化学工業協会会長、蔵前工業会理事長などを務めた。

## 来歴・人物
東京府（現・東京都）生まれ。1946年に東京高等師範学校附属中学校（現・筑波大学附属中学校・高等学校）を卒業、第二高等学校を経て、1953年、東京工業大学有機材料化学科卒業、三菱化成工業入社。1990年から三菱化成（のちの三菱化学、現・三菱ケミカル）代表取締役社長を務め、1994年の三菱油化との合併を実現。1994年に合併後の三菱化学の代表取締役会長就任。のち、相談役。1996年経済団体連合会（現日本経済団体連合会）副会長。三菱化成生命科学研究所代表取締役、石油化学工業協会会長、蔵前工業会理事長なども務めた。2000年ダイヤ高齢社会研究財団理事長。2019年11月23日、92歳で死亡。